# Жеан Рафаел Вандерлей Морейра
Жеан Рафаел Вандерлей Морейра (порт. Jean Raphael Vanderlei Moreira, нар. 24 червня 1986, Кампу-Гранді) — бразильський футболіст, півзахисник «Флуміненсе».
Насамперед відомий виступами за «Сан-Паулу», а також національну збірну Бразилії.

## Клубна кар'єра
Народився 24 червня 1986 року в місті Кампу-Гранді. Вихованець «Операріу» та «Сан-Паулу».
У дорослому футболі дебютував 2005 року виступами за команду клубу «Сан-Паулу», в якій провів один сезон, взявши участь лише у 1 матчі чемпіонату.
Через це з 2006 по 2008 рік по сезону грав на правах оренди у складі клубів «Америка Мінейру», «Марілія» та «Пенафіел».
Своєю грою за останню команду знову привернув увагу представників тренерського штабу «Сан-Паулу», до складу якого повернувся влітку 2008 року і в тому ж сезоні виграв з «Сан-Паулу» чемпіонат Бразилії. Цього разу відіграв за команду із Сан-Паулу наступні чотири сезони своєї ігрової кар'єри. Більшість часу, проведеного у складі «Сан-Паулу», був основним гравцем команди.
До складу клубу «Флуміненсе» приєднався на правах оренди на початку 2012 року. За сезон встиг відіграти за команду з Ріо-де-Жанейро 35 матчів в національному чемпіонаті, після чого підписав повноційнний контракт з «Флуміненсе».

## Виступи за збірну
21 листопада 2012 року дебютував в офіційних матчах у складі національної збірної Бразилії в Суперкласіко де лас Амерікас. 
У складі збірної був учасником розіграшу Кубка конфедерацій 2013 року у Бразилії.
Наразі провів у формі головної команди країни 4 матчі.

## Титули і досягнення

### Клубні
- Чемпіон Бразилії: 2008, 2012
- Ліга Каріока: 2012
- Кубок Гуанабара: 2012

### Збірна
- Переможець Суперкласіко де лас Амерікас: 2012
- Переможець Кубка конфедерацій: 2013